# Zmarli w roku 1978
Lista osób zmarłych w 1978:

## styczeń 1978
- 11 stycznia – Ibn e Insha, pakistański poeta[1]
- 14 stycznia – Kurt Gödel, austriacki matematyk i logik[2]
- 15 stycznia – Teofil Ociepka, polski malarz prymitywista[3]
- 16 stycznia – Heaton Wrenn, amerykański sportowiec i prawnik, medalista olimpijski[4]
- 29 stycznia – Stanisław Dygat, polski pisarz i felietonista[5]

## luty 1978
- 2 lutego – Wilhelm Kalwas, polski oficer wojskowy[6]
- 3 lutego – Adolf Berman, polski i izraelski polityk[7]
- 4 lutego – Olle Åkerlund, szwedzki żeglarz, medalista olimpijski[8]
- 11 lutego – Harry Martinson, szwedzki pisarz, poeta, dramaturg i malarz, laureat literackiej Nagrody Nobla[9]
- 12 lutego – Wiesław Dymny, polski aktor, scenarzysta filmowy, poeta, prozaik, plastyk i satyryk[10]
- 28 lutego – Janusz Meissner, kapitan pilot Wojska Polskiego, pisarz i dziennikarz[11]

## marzec 1978
- 12 marca – John Cazale, amerykański aktor[12]
- 15 marca – Aleksander Kamiński, polski pisarz[13]
- 16 marca:
  - Paul Sjöberg, fiński żeglarz, medalista olimpijski[14]
  - Janusz Wilhelmi, polski krytyk literacki, działacz państwowy[15]
- 23 marca:
  - Tadeusz Romer, polski dyplomata i polityk[16]
  - Franciszek Wysłouch, polski pisarz i malarz[17]

## kwiecień 1978
- 13 kwietnia – Wojciech Łukaszewski, polski kompozytor, pedagog i krytyk muzyczny[18]
- 16 kwietnia – Lucius Clay, amerykański generał[19]
- 28 kwietnia:
  - Witold Zechenter, polski poeta, prozaik, publicysta[20]
  - Mohammad Daud Chan, afgański polityk, prezydent Afganistanu[21]

## maj 1978
- 9 maja – Aldo Moro, włoski polityk, prawnik[22]
- 23 maja – Bertram Blank, niemiecki polityk[23]
- 26 maja – Tamara Karsawina, rosyjska tancerka[24]

## czerwiec 1978
- 22 czerwca – Otto Oktavián Krejčí, słowacki przewodnik i ratownik tatrzański[25]
- 7 czerwca – Ronald Norrish, brytyjski chemik, noblista[26]
- 18 czerwca – Czesław Borecki, polski funkcjonariusz organów bezpieczeństwa PRL[27]

## lipiec 1978
- 1 lipca – Władysław Kulesza, polski oficer, kawaler Orderu Virtuti Militari (ur. 1900)
- 10 lipca – Joe Davis, snookerzysta angielski, 15-krotny mistrz świata[28]
- 17 lipca – Fiodor Kułakow, radziecki polityk[29]
- 23 lipca – Jerzy Duszyński, polski aktor[30]
- 29 lipca – Andrzej Bogucki, polski aktor[31]

## sierpień 1978
- 1 sierpnia – Rudolf Kolisch, austriacki skrzypek, dyrygent i pedagog[32]
- 6 sierpnia – Paweł VI (właśc. Giovanni Battista Montini) – włoski duchowny rzymskokatolicki, arcybiskup metropolita Mediolanu (1954–1963), kardynał (1958–1963), papież (1963–1978)[33]
- 14 sierpnia – Joe Venuti, włosko-amerykański muzyk i pionierski skrzypek jazzowy[34]
- 22 sierpnia – Ignazio Silone, włoski pisarz[35]
- 24 sierpnia – Kathleen Kenyon, brytyjska archeolog[36]

## wrzesień 1978
- 9 września – Jack Warner, przedsiębiorca amerykański, współzałożyciel wytwórni filmowej Warner Bros.[37]
- 16 września – Sylwester Kaliski, polski wojskowy i naukowiec[38]
- 17 września – Hermine Müller, wybitna alpinistka niemiecka[39]
- 26 września – Jan Parandowski, polski pisarz[40]
- 28 września – Jan Paweł I (właśc. Albino Luciani) – włoski duchowny rzymskokatolicki,  biskup Vittorio Veneto (1958-1969), patriarcha Wenecji (1969–1978), kardynał (1973–1978), papież (1978)[41]
- 30 września – Charles Pacôme, francuski zapaśnik[42]

## październik 1978
- 4 października – Konstanty Stecki, polski botanik[43]
- 9 października – Jacques Brel, belgijski bard, kompozytor, piosenkarz i aktor[44]
- 14 października:
  - Mosze Aram, izraelski polityk[45]
  - Bolesław Filipiak, kardynał, dziekan Roty Rzymskiej[46]
- 15 października – Cordy Milne, amerykański żużlowiec[47]
- 17 października:
  - Jean Améry, pisarz, autor Poza winą i karą[48]
  - Gertrude Mary Cox, amerykańska statystyk[49]
- 20 października – Bernhard Karlgren, szwedzki sinolog i lingwista, pionier sinologii porównawczej[50]
- 27 października – Robert Giertsen, norweski żeglarz, medalista olimpijski[51]

## listopad 1978
- 2 listopada – Vojtech Stašík, słowacki malarz i rysownik[52]
- 11 listopada – Helena Boguszewska, polska pisarka[53]
- 12 listopada – Tadeusz Fijewski, polski aktor[54]
- 17 listopada – Milič Blahout, czeski taternik, przewodnik tatrzański i ratownik górski[55]
- 18 listopada – Luba Kowieńska, polska działaczka komunistyczna[56]
- 19 listopada – Hayden C. Covington, amerykański radca prawny Towarzystwa Strażnica Świadków Jehowy[57]
- 20 listopada – Jens August Schade, duński poeta i prozaik[58]
- 21 listopada – Ryszard Otello, polski duchowny luterański, historyk[59]
- 30 listopada – Wanda Zabłocka, polska botanik[60]

## grudzień 1978
- 13 grudnia – Robert Alt, niemiecki pedagog[61]
- 22 grudnia – Franciszek Chyb, polski polityk, poseł, legionista, żołnierz ZWZ-AK[62]
- 23 grudnia – Mieczysław Pawlikowski, polski aktor[63]

- data dzienna nieznana:
  - Florimond Cornellie, belgijski żeglarz, medalista olimpijski[64]